# Bajlovo
Bajlovo (bulgariska: Байлово) är ett distrikt i Bulgarien.   Det ligger i kommunen Obsjtina Gorna Malina och regionen Sofijska oblast, i den västra delen av landet, 40 kilometer öster om huvudstaden Sofia.
I omgivningarna runt Bajlovo växer i huvudsak lövfällande lövskog. Runt Bajlovo är det ganska glesbefolkat, med 43 invånare per kvadratkilometer.